# Adrián Butzke
Adrián Butzke (Monachil, Granada, 30 de marzo de 1999) es un futbolista español que juega en la demarcación de delantero en el Vitória S. C. de la Primeira Liga.

## Biografía
Tras formarse como futbolista en las categorías inferiores del Club Atlético Monachil y del Granada C. F., finalmente en 2018 debutó con el segundo equipo granadista contra el UCAM Murcia. Tras un año cedido en el Club Deportivo Huétor Vega volvió al Club Recreativo Granada. En la temporada 2020-21 volvió a marcharse cedido, esta vez al Club Haro Deportivo. Tras un año en el club riojano volvió a la disciplina del Granada. Esa misma temporada, el 30 de noviembre de 2021, hizo su debut con el primer equipo en la Copa del Rey contra el Club Deportivo Laguna, anotando un triplete.
En Primera División debutó el 19 de diciembre de 2021, en la victoria del equipo granadinista por 4-1 frente al R. C. D. Mallorca. Para tener más minutos en la élite, a finales del mes siguiente fue cedido al F. C. Paços de Ferreira. Regresó a este equipo en agosto después de que ambos clubes acordaran una nueva cesión hasta junio de 2023. Tras un año en calidad de cedido, el 6 de julio de 2023 se marchó finalmente traspasado al Vitória S. C., quedándose el Granada un porcentaje de los derechos del futbolista.
En su primer año en Guimarães no consiguió ver puerta en ninguno de los 22 partidos que disputó, aunque en ellos solo sumó 555 minutos de juego. Para que tuviera más oportunidades, en julio de 2024 fue cedido al C. D. Nacional. El siguiente mes de enero se canceló la cesión y regresó a España para terminar la temporada en el C. D. Mirandés.

## Clubes
Actualizado al último partido disputado el 30 de noviembre de 2024.
| Club                             | País     | Año       | Partidos | Goles |
| -------------------------------- | -------- | --------- | -------- | ----- |
| Club Recreativo Granada          | España   | 2018      | 3        | 0     |
| C. D. Huétor Vega                | España   | 2018-2019 | 32       | 10    |
| Club Recreativo Granada          | España   | 2019-2020 | 14       | 1     |
| Club Haro Deportivo              | España   | 2020-2021 | 21       | 2     |
| Club Recreativo Granada          | España   | 2021-2022 | 14       | 4     |
| Granada C. F.                    | España   | 2021-2022 | 3        | 3     |
| F. C. Paços de Ferreira (cedido) | Portugal | 2022-2023 | 43       | 8     |
| Vitória S. C.                    | Portugal | 2023-2024 | 22       | 0     |
| C. D. Nacional (cedido)          | Portugal | 2024-2025 | 12       | 0     |
| C. D. Mirandés (cedido)          | España   | 2025      | 16       | 1     |
| Vitória S. C.                    | Portugal | 2025-     |          |       |